# Агаева, Хуршид Гасан кызы
Агаева Хуршид Гасан кызы (азерб. Xurşid Həsən bəy qızı Ağayeva; 7 [20] апреля 1906, Баку — 3 декабря 1953, Баку) — советская пианистка, музыковед, педагог. Заслуженный деятель искусств Азербайджанской ССР (1943 год). Первая азербайджанка-музыковед.

## Биография
Хуршид Агаева родилась 20 апреля 1906 года в Баку. Окончила Бакинскую консерваторию как пианистка, затем Московскую консерваторию как музыковед.
Преподавала с 1923 года в Тюркском музыкальном техникуме, а далее и в других учебных заведениях, в 1926-1933 годах и в 1940-1953 годах работала в Азербайджанской консерватории. Является автором первой монографии об Узеире Гаджибекове (издана в 1955 году). 
Скончалась 3 декабря 1953 года в Баку. 

### Семья
- Отец — Гасанбек Агаев, первый заместитель председателя парламента АДР в 1918-1920 гг.;
- Мать —  Хадиджа Агаева (в девичестве Абдурахманова);
- Супруги
  - Пепинов Ахмед-бек Омар-оглы, государственный и общественный деятель периода АДР, министр труда и земледелия, репрессирован;
  - Бахадур Эйвазов, офтальмолог;
- Дочь — Севда Пепинова (в 1956 году вышла замуж за актёра Лютфали Абдуллаева);
- Внучка — Хуршид Абдуллаева, доцент Бакинской музыкальной академии по классу клавесин, директор Государственной хоровой капеллы Азербайджанской Республики.

## См.также
- Женщины Азербайджана